# Frontera marítima

Zones marítimes de dret internacional

Una frontera marítima és una divisió conceptual de les àrees de superfície aquàtica de la Terra utilitzant criteris fisiogràfics o geopolítics. Com a tal, solen ser àrees límit d'exclusió de drets nacionals sobre recursos minerals i biològics, que abasta característiques marítimes, límits i zones. Generalment, una frontera marítima està delimitada a una distància particular de la jurisdicció de la línia costanera. Encara que en alguns països el terme frontera marítima representa les frontereres d'una nació marítima està reconeguda per la Convenció de les Nacions Unides sobre el Dret de la Mar, les fronteres marítimes en general serveixen per identificar els límits de les aigües internacionals.

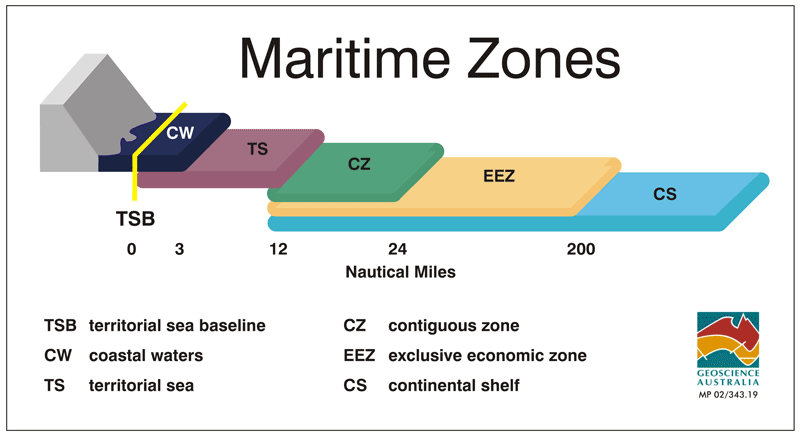
Representació gràfica de zones marítimes

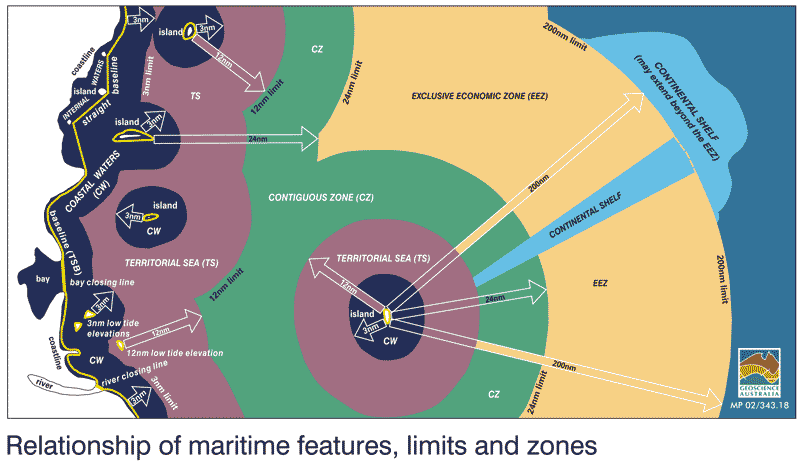
Zones i límits marítims

Les fronteres marítimes existeixen en el context d'aigües territorials, zones contigües, i zona econòmica exclusiva; tanmateix, la terminologia no inclou els límits de llaca o riua, que es consideren dins del context de les fronteres terrestres.
Algunes fronteres marítimes s'han mantingut indefinides. Això s'explica per una sèrie de factors, alguns dels quals impliquen problemes regionals.
La delimitació de les fronteres marítimes té implicacions estratègiques, econòmiques i ambientals.

## Terminologia
Els termes límit i frontera s'utilitzen sovint com si fossin intercanviables, però també són termes amb significats precisos.
Una frontera és una línia. Els termes "límit" i "frontera" són zones d'amplada indefinida. Aquestes zones formen la part més externa d'un país. Les fronteres estan delimitades d'una banda per una frontera nacional. Hi ha variacions en la terminologia específica dels acords de frontera marítima datats des de la dècada de 1970. Aquestes diferències són menys importants del que s'està delimitant.

### Característiques
Les característiques que afecten les fronteres marítimes inclouen illes i els fons marins submergits de la plataforma continental.
El procés de delimitació de frontera a l'oceà engloba l'extensió natural de les característiques geològiques i el territori perifèric. El procés d'establir límits "posicionals" centra la distinció entre controvèrsies prèviament resoltes i mai resoltes.

### Límits
Els límits de les fronteres marítimes s'expressen en polilínies i en polígons de capes de la sobirania i control, calculades a partir de la declaració d'una línia de base. Aquestes condicions es descriuen a la Convenció de les Nacions Unides sobre el Dret del Mar (UNCLOS). Una línia de base d'un país pot ser la línia de baixamar, una línia de base recta (una línia que tanca badies, estuaris, aigües continentals, ...) o una combinació de les dues.

### Zones
Les àrees de les fronteres marítimes s'expressen en límits concèntrics assenyalant costes i línies de base.
- Aigües continentals: la zona dins de la línia de base.
- Mar territorial: la zona s'estén a 12 milles nàutiques des de la línia de base.[2]
- Zona contigua: l'àrea s'estén 24 milles nàutiques des de la línia de base.[2]
- Zona Econòmica Exclusiva: l'àrea s'estén 200 milles nàutiques des del punt de referència, excepte quan l'espai entre dos països és inferior a 400 milles nàutiques.[2]

En el cas d'àrees de superposició, la frontera es presumeix d'acord amb el principi d'equidistància o és descrita explícitament en un tractat multilateral.
Les negociacions contemporànies han produït determinacions de trifinis i quàdruple frontera. Per exemple, en l'acord de delimitació marina entre Austràlia i França de 1982, a efectes de dibuixar les línies equidistants del tractat, s'ha suposat que França té sobirania sobre les illes Matthew i Hunter un territori que és reclamat per Vanuatu. El punt més al nord de la frontera és un trifini amb les Illes Salomó. La frontera corre en una direcció aproximadament nord-sud i després gira cap a l'oest i l'est fins que gairebé toca el meridià 170 a l'est.

## Història
El concepte de fronteres marítimes és un concepte relativament nou t. The historical record is a backdrop for evaluating border issues. L'avaluació de drets històrics és governada per diferents règims legals en dret consuetudinari internacional, inclosa la recerca i l'anàlisi basats en 
- adquisició i ocupació[13]
- l'existència de drets ipso facto i ab initio.[13]

L'estudi de tractats sobre fronteres marítimes és significatiu com (a) com a font de dret internacional general o especial; (b) com a prova del dret consuetudinari existent; i (c) com a evidència de l'emergent desenvolupament de la llei. The development of "customary law" affects all nations.
L'enfocament atorgat a aquest tema ha evolucionat més enllà de les normes convencionals anteriorment com el límit de les tres milles.

### Tractats
Tractats multilaterals i documentació que descriu les línies de base dels països es poden trobar al lloc web de les Nacions Unides.
Per exemple, l'acord de delimitació marítima Austràlia-França estableix les fronteres oceàniques entre Austràlia i Nova Caledònia, al Mar del Coral (inclosa la frontera entre l'illa Norfolk d'Austràlia i Nova Caledònia). Es compon de 21 segments marítims de línia recta marítimes definits per 22 punts de coordenades individuals formant una línia modificada equidistant entre els dos territoris.

## Reivindicacions
Les controvèrsies sobre les aigües territorials tendeixen a abastar dues dimensions: (a) la sobirania territorial, que és un llegat de la història; i (b) drets rellevants jurisdiccionals i interessos en fronteres marítimes, que es deuen fonamentalment a diferents interpretacions del dret del mar. Un exemple d'això pot ser revisat en el context de les disputes marítimes en curs l'Iraq i Kuwait sobre la via fluvial Khawr Abd Allah.
Moltes disputes s'han resolt a través de les negociacions, però no totes.

### Fronteres marítimes no resoltes
1–Yeonpyeongdo2–Baengnyeongdo3–Daecheongdo

La frontera marítima disputada entre Corea del Nord i Corea del Sud a la Mar Groga:
A: Línia de Límit Nord, creada per les Nacions Unides en 1953
B: "MDL intercoreà a la mar Groga," declarada per Corea del Nord el 1999 Les localitzacions d'illes específiques són reflectides en la configuració de cada frontera marítima, incloses
1–Yeonpyeongdo2–Baengnyeongdo3–Daecheongdo

Entre la matriu de conflictes sense resoldre, les fronteres marítimes de les dues Corees a la Mar Groga representa un contrast marcat visualment.
Una línia occidental militar de control d'entre les dues Corees es va establir unilateralment pel Comandament de les Nacions Unides en 1953. Tot i que el Nord afirma una configuració diferent de la línia fronterera, no hi ha disputa per unes poques petites illes properes a la costa de Corea del Nord restin sota jurisdicció de les Nacions Unides des de 1953.
El mapa de la dreta mostra les diferents línies de fronteres marítimes de les dues Corees. Els àmbits d'aquestes fronteres se superposen a les reivindicacions jurídiques. Les diferències explícites en les línies frontereres es configuren al mapa a la dreta.
En una àrea molt petita, això representa una il·lustració única de diferències en les estratègies de mapeig i delineació.
- D'una banda, la línia fronterera creada per les Nacions Unides ("A") reflecteix les característiques geogràfiques de la línia de base del litoral.[18]
- D'altra banda, mentre que la línia de frontera declarada per Corea del Nord sí que reconeix enclavaments insulars no específics de la RPDC, la "línia de demarcació militar" a l'oceà ("B") és essencialment una línia recta.[19]

Els xocs violents en aquestes aigües en disputa inclouen el que es coneix com a primer incident de Yeonpyeong, el segon incident de Yeonpyeong i el bombardeig de Yeonpyeong.